# MURAD AESA
MURAD — семейство твердотельных радиолокационных систем с активной фазированной антенной решеткой, разработанных турецкой государственной компанией Aselsan. Радар предназначен для повышения эффективности воздушного боя и обладает передовыми многорежимными функциями для различных оперативных задач. В нём используются передовые технологии, обеспечивающие высокую надёжность и производительность в различных условиях. В настоящее время разрабатываются два радара Murad: Murad 110-A и Murad 600-A .

## Разработка
Разработка радаров MURAD AESA началась в начале 2020-х годов с целью удовлетворения растущего спроса на передовые радиолокационные системы в современных воздушных боях. Радар был впервые представлен на Стамбульском авиасалоне 2022 года, где были продемонстрированы его возможности по обнаружению и сопровождению целей в режиме реального времени. Конструкция радара ориентирована на гибкость и модульность, что позволяет интегрировать его в различные авиационные платформы.
Компания Aselsan является основным подрядчиком, контролирующим процессы разработки, испытаний и производства радара. Целью этой радарной системы является расширение возможностей существующих платформ, а также обеспечение её пригодности для будущих истребителей.

## Тестирование
По состоянию на 2024 год радары MURAD успешно прошли начальные этапы испытаний, включая многочисленные лётные испытания на различных испытательных самолётах. Характеристики радара включают усовершенствования для наблюдения за наземными и морскими целями. Первое лётное испытание БПЛА было успешно проведено 1 марта 2025 года с использованием БПЛА Bayraktar Akıncı. Ожидается, что система будет полностью готова к эксплуатации к 2025 году.

## Функции
- Полностью твердотельная (электронная) радарная система, использующая технологию GaN
- Азимут: 360 градусов
- Возможности отслеживания нескольких целей
- Одновременная многорежимная работа
- Расширенный иммунитет к ВКМ
- Характеристики антенны с низкими боковыми лепестками
- Возможности быстрого сканирования и маневренности луча
- Возможности идентификации «свой-чужой» (IFF)
- Совместимость с существующими платформами ВВС Турции[1]

## Использование
Радары MURAD предназначены для интеграции с различными турецкими истребителями и платформами БПЛА, включая:
- TAI TF Kaan (планируется): истребитель нового поколения ВВС Турции.
- F-16C/D Özgür/Özgür II (этап испытаний): интеграция с F-16 для улучшенного обнаружения целей.
- Bayraktar Akinci (этап испытаний): Планируется интеграция с современными БПЛА для обеспечения многоцелевых возможностей.[1][2]

## Версии
- MURAD 110-A (для турецких F-16)
- МУРАД 600-А (для ТАЙ ТФ Каан)